# E Nomine
E Nomine (nome derivato dalla frase latina in nomine, "nel nome di") è stato un progetto musicale tedesco, nato nel 1999 per iniziativa dei produttori Christian Weller e Fritz Graner.
La loro musica, definita dagli stessi autori monumental dance, era in realtà una singolare combinazione di trance, techno e voci simili a canti gregoriani. Altre voci erano eseguite da doppiatori tedeschi come Christian Brückner e Rolf Schult.
Nei loro brani, hanno trattato a più riprese di temi cristiani e religiosi come il Salmo 23, la figura del diavolo, preghiere quali l'Ave Maria e il Padre Nostro ("Ave Maria " e "Vater Unser" da Das Testament) o profezie (come in "Schwarze Sonne" da Die Prophezeiung). I testi, come si potrebbe desumere dal nome del progetto, non hanno solo uno sfondo propriamente religioso, ma riguardano anche il mistico-esoterico, storie e leggende di magia e il dualismo tra bene e male. Le lingue primariamente utilizzate sono tedesco e latino.
Dopo diversi anni con nessuna notizia della band, una e-mail tra un fan e Chris Tentum (Weller) ha rivelato che il gruppo aveva in produzione nuovo materiale. Il 28 dicembre 2007, un nuovo singolo è apparso sul sito Amazon.de ma a causa di problemi con il loro editore, le copie non sono mai andate in commercio, e la canzone è stata resa disponibile solo per il download.
In seguito, i due componenti principali degli E Nomine sono confluiti nel progetto electro-gothic Schlafes Bruder.

## Storia
Il progetto E Nomine fu fondato dai produttori tedeschi Christian Weller ("Chris Tentum") e Friedrich Graner ("Sir Fritz") nel 1999 dopo l'enorme successo della canzone "Vater Unser", inclusa nel loro primo album pubblicato quello stesso anno, Das Testament, il loro lavoro più famoso. Il progetto combinava suoni elettronici e orchestrali con recitazioni di doppiatori ospiti, canti operistici e cori, tutti eseguiti dalla Deutsche Oper di Berlino, come per il progetto musicale tedesco Lesiëm.
Il loro primo album fu seguito da Finsternis nel 2002, che traeva influenze da film horror e temi occulti e Die Prophezeiung nel 2003, che era particolarmente ispirato da storie di profezie sulla fine del mondo, la lotta tra luce e oscurità, la morte e l'aldilà. Un'edizione speciale di Die Prophezeiung, con un riarrangiamento classico, è stata pubblicata con il titolo Die Prophezeiung: Klassik Edition, nello stesso anno.
Nel 2004, il gruppo ha pubblicato il suo ultimo album, una compilation intitolata Das Beste aus... Gottes Beitrag und Teufels Werk, contenente anche inediti. L'ultimo singolo del progetto è stato il singolo "Heilig" nel 2008, dopodiché non si è saputo di essi alcuna notizia fin quando gli ex fondatori degli E Nomine non sono emersi con una nuova band dal nome Schlafes Bruder.

## Doppiatori
Il progetto ha avuto la collaborazione di diversi doppiatori tedeschi di noti attori internazionali nella narrazione delle loro canzoni.
- Christian Brückner in: "Vater Unser", "E Nomine (Denn sie wissen nicht was sie tun)", "Das Abendmahl", "Vater Unser Part II (Psalm 23)", "Mitternacht", "Dracul's Bluthochzeit", "Deine Welt", "Das Omen (Im Kreis des Bösen)", "Mysteria", "Das Tier in mir".
- Martin Keßler in: "Himmel & Hölle", "Ave Maria", "Aus dem Jenseits", "Carpe Noctem", "Opus Magnum".
- Frank Glaubrecht in: "Der Fürst der Finsternis", "Hallelujah", "Der Exorzist", "Das Rad des Schicksals", "Die Posaunen von Jericho".
- Joachim Kerzel in: "Die 10 Gebote", "Die Sintflut", "Per l'Eternita", "Das Tier in mir (Wolfen)".
- Michael Chevalier in:  "Zorn - Die 12 Verbotenen Töne", "Herr der Schatten", "Spiegelbilder".
- Thomas Danneberg in: "Bibelworte des Allmächtigen", "Im Zeichen des Zodiak", "Nebelpfade".
- Eckart Dux in: "Angst", "Die Nachtwache", "Wiegenlied".
- Rolf Schult in: "Die Schwarzen Reiter", "Hexenjagd".
- Helmut Krauss in: "Das Böse", "Schwarze Sonne".
- Otto Mellies in: "Wer den Wind sät...", "Der Ring der Nibelungen".
- Joachim Tennstedt in: "Exitus", "Friedenshymne".
- Jürgen Thormann in: "Seit Anbeginn der Zeit", "Der Prophet".
- Manfred Lehmann in: "Séance".
- Wolfgang Pampel in: "Anderwelt (Laterna Magica)".
- Elmar Wepper in: "Die Runen von Asgard".
- Gerrit Schmidt-Foß in: "Laetitia".
- Elisabeth Günther in: "Morgane Le Fay".
- Tobias Meister in: "Mondengel".

## Discografia

### Album studio
- 1999 - Das Testament - PolyGram Records
- 2002 - Finsternis - PolyGram Records
- 2003 - Die Prophezeiung - Polydor Records

### Raccolte
- 2004 - Das Beste aus... Gottes Beitrag und Teufels Werk - Universal Records

### Singoli
- 1999 - Vater Unser
- 2000 - E Nomine (Denn sie wissen nicht was sie tun)
- 2001 - Mitternacht
- 2002 - Das Tier in mir (Wolfen)
- 2003 - Deine Welt
- 2003 - Das Omen im Kreis des Bösen
- 2003 - Schwarze Sonne
- 2004 - Vater Unser Part II (Psalm 23)
- 2005 - Das Böse
- 2008 - Heilig